# Tricholeiochiton fortensis
Tricholeiochiton fortensis är en nattsländeart som först beskrevs av Georg Ulmer 1951.  Tricholeiochiton fortensis ingår i släktet Tricholeiochiton och familjen smånattsländor. Inga underarter finns listade i Catalogue of Life.